# Reacción de Büchner-Curtius-Schlotterbeck
La reacción de Buchner-Curtius-Schlotterbeck es la reacción de aldehídos o cetonas con diazoalcanos alifáticos para formar cetonas homologadas. Fue descrita por primera vez por Eduard Buchner y Theodor Curtius en 1885  y más tarde por Fritz Schlotterbeck en 1907.   Dos químicos farmacéuticos malemanes también precedieron a Schlotterbeck en el descubrimiento de la reacción,  Hans von Pechmann en 1895 y Viktor Meyer en 1905.   La reacción se ha extendido a la síntesis de β-cetoésteres a partir de la condensación entre aldehídos y diazo ésteres.  El esquema general de reacción es el siguiente:

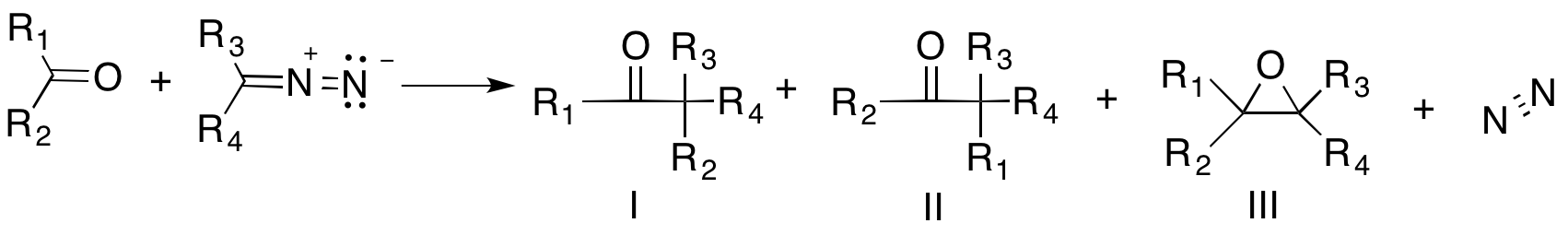
Esquema general para la Reacción de Buchner

La reacción produce dos posibles compuestos carbonílicos (I y II) junto con un epóxido (III). La proporción de los productos está determinada por el reactivo utilizado y las condiciones de reacción.

## Mecanismo de reacción
El mecanismo general se muestra a continuación. La flecha resonante (1) muestra una contribución a la resonancia del compuesto diazo con un par solitario de electrones en el carbono adyacente al nitrógeno. El compuesto diazo entonces realiza un ataque nucleofílico sobre el compuesto carbonílico (adición nucleofílica), produciendo un intermedio tetraédrico (2). Este intermedio se descompone por la evolución del gas nitrógeno que forma el intermedio de carbocatión terciario (3).

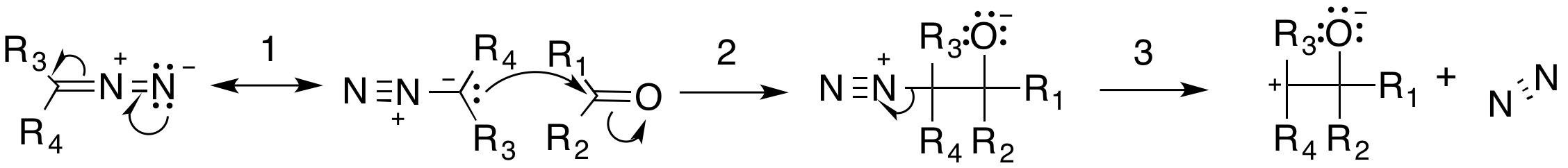
Pasos iniciales en el mecanismo de reacción de la reacción de Buchner–Curtius–Schlotterbeck

La reacción se completa entonces mediante la reforma del carbonilo a través de una reordenación 1,2 o mediante la formación del epóxido. Hay dos posibles productos de carbonilo: uno formado por la migración de R1 (4) y el otro por la migración de R2 (5). El rendimiento relativo de cada posible carbonilo está determinado por las preferencias migratorias de los grupos R.

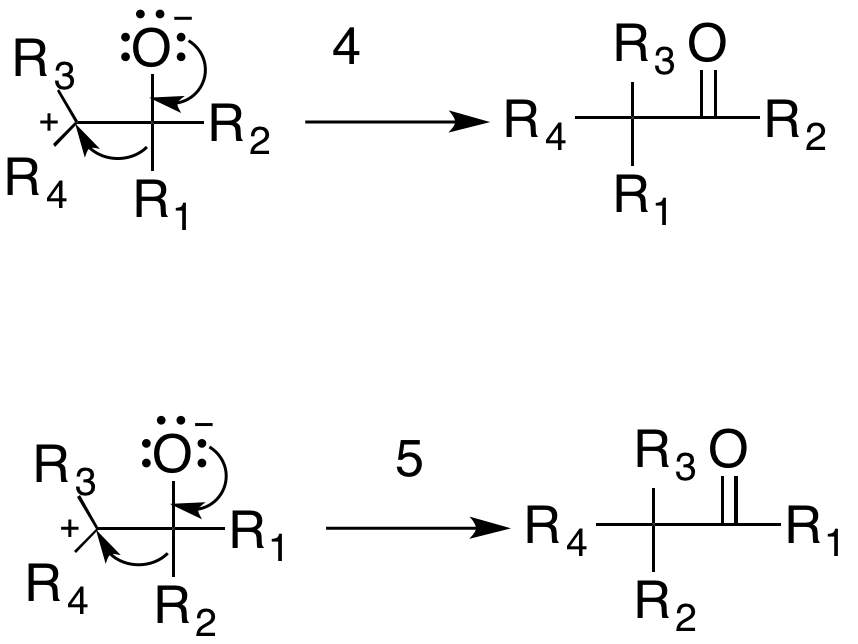
Mecanismos para formaciones de los productos carbonílicos

El producto epóxido está formado por una reacción de adición intramolecular en la que un par no enlazado del oxígeno ataca el carbocatión (6).

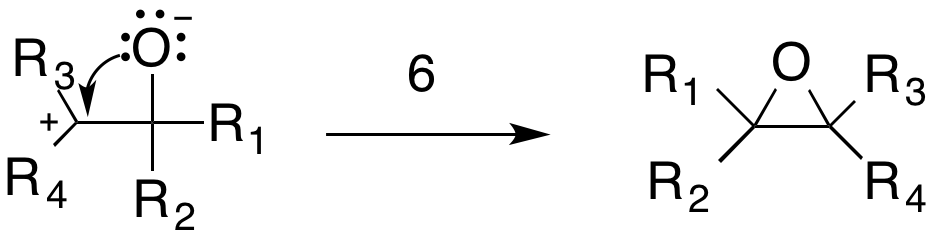
Mecanismo para la formación del producto epóxido

Esta reacción es exotérmica debido a la estabilidad del gas nitrógeno y los compuestos que contienen carbonilo. Este mecanismo específico está respaldado por varias observaciones. Primero, los estudios cinéticos de las reacciones entre el diazometano y varias cetonas han demostrado que la reacción general sigue una cinética de segundo orden. Además, la reactividad de dos series de cetonas está en los órdenes 
Cl3CCOCH3> CH3COCH3> C6H5COCH3 y ciclohexanona> ciclopentanona> cicloheptanona> ciclooctanona. 
Estos órdenes de reactividad son los mismos que los observados para las reacciones que están bien establecidas como procediendo a través del ataque nucleófilo en un grupo carbonilo.

## Alcance y variaciones
La reacción se llevó a cabo originalmente en éter dietílico y rutinariamente generó altos rendimientos debido a la inherente irreversibilidad de la reacción causada por la formación de gas nitrógeno. Aunque estas reacciones pueden llevarse a cabo a temperatura ambiente, la velocidad aumenta a temperaturas más altas. Típicamente, la reacción se lleva a cabo a temperaturas inferiores a la de reflujos. La temperatura de reacción óptima está determinada por el diazoalcano específico utilizado. Las reacciones que implican diazometanos con sustituyentes alquilo o arilo son exotérmicas a temperatura ambiente o inferior.  Las reacciones que implican diazometanos con sustituyentes acilo o arilo requieren temperaturas más altas. Desde entonces, la reacción se ha modificado para proceder en presencia de ácidos de Lewis y solventes orgánicos comunes tales como THF y diclorometano. Las reacciones generalmente se ejecutan a temperatura ambiente durante aproximadamente una hora, y el rendimiento varía de 70% a 80% en función de la elección del ácido de Lewis y del disolvente.

### Efectos estéricos
Se ha demostrado que los efectos estéricos de los sustituyentes alquilo en el reactivo carbonilo afectan tanto las velocidades como los rendimientos de la reacción de Büchner-Curtius-Schlotterbeck. La Tabla 1 muestra el rendimiento porcentual de los productos de cetona y epóxido, así como las velocidades relativas de reacción para las reacciones entre varias metil alquil cetonas y diazometano.
| Cetona Precursora | Cetona % | Epóxido % | Índice relativo |
| ----------------- | -------- | --------- | --------------- |
| CH3COCH3          | 38       | 33.5      | 1.0             |
| CH3COCH2CH3       | 32       | 40        | 0.4             |
| CH3COCH2CH2CH3    | 18       | 55        | 0.15            |
| CH3COCH(CH3)CH2   | -        | -         | 0.095           |
| CH3CO(CH2)8CH3    | 0        | 100       | -               |

La disminución observada en la velocidad y el aumento en el rendimiento del epóxido, a medida que el tamaño del grupo alquilo se incrementa, indica un efecto estérico.

### Efectos electrónicos
Las cetonas y los aldehídos con sustituyentes electroatractores reaccionan más fácilmente con los diazoalcanos que los que tienen sustituyentes electrodonadores (Tabla 2). Además de acelerar la reacción, los sustituyentes electroatractores típicamente aumentan la cantidad de epóxido producido (Tabla 2).
| Compuesto precursor    | Carbonilo % | Epóxido % | Referencia    |
| ---------------------- | ----------- | --------- | ------------- |
| Benzaldehído           | 97          | -         | [ 3 ]         |
| o-Nitrobenzaldehído    | 16.5        | 65        | [ 11 ]        |
| p-Nitrobenzaldehído    | 29          | 46        |               |
| Piperonal              | 31-46       | 18        | [ 12 ]        |
| Acetona                | 20-38       | 33-40     | [ 13 ] [ 14 ] |
| Cloroacetona           | Algunos     | 65        |               |
| Tricloroacetona        | Trazas      | 90        |               |
| Metoxiacetona          | -           | 39        | [ 7 ]         |
| Ciclohexanona          | 65          | 15        | [ 15 ]        |
| 2-Clorociclohexanona   | 11          | 50        | [ 16 ]        |
| 2-Hidroxiciclohexanona | -           | 90        | [ 17 ]        |

Los efectos de los sustituyentes en los diazoalcanos se invierten en relación con los reactivos de carbonilo: los sustituyentes que retiran electrones disminuyen la velocidad de reacción mientras que los sustituyentes que donan electrones lo aceleran. Por ejemplo, el diazometano es significativamente más reactivo que el diazoacetato de etilo, aunque menos reactivo que sus homólogos de alquilo superiores (por ejemplo, diazoetano). Las condiciones de reacción también pueden afectar los rendimientos del producto carbonílico y el producto epóxido. En las reacciones con o-nitrobenzaldehído, p-nitrobenzaldehído y fenilacetaldehído usando diazometano, la proporción del epóxido/carbonilo se incrementa mediante la inclusión de metanol en la mezcla de reacción.  La influencia opuesta también se ha observado en la reacción de piperonal con diazometano, que exhibe un mayor rendimiento de carbonilo enpresencia de metanol.

### Preferencias migratorias
La relación de los dos posibles productos carbonílicos obtenidos está determinada por las capacidades migratorias relativas de los sustituyentes carbonilo (R1 y R2). En general, el grupo R más capaz de estabilizar la carga positiva parcial formada durante la reorganización migra preferentemente. Una excepción prominente a esta regla general es el desplazamiento de hidruros. Las preferencias migratorias de los grupos R carbonilo pueden estar fuertemente influenciadas por la elección del disolvente y el diazoalcano. Por ejemplo, se ha demostrado que el metanol promueve la migración de arilo.  Como se muestra a continuación, si la reacción de piperanol (IV) con diazometano se lleva a cabo en ausencia de metanol, la cetona obtenida a través de un cambio de hidruro es el producto principal (V). Si el metanol es el disolvente, se produce un desplazamiento de arilo para formar el aldehído (VI), que no puede aislarse ya que continúa reaccionando para formar los productos de cetona (VII) y epóxido (VIII).

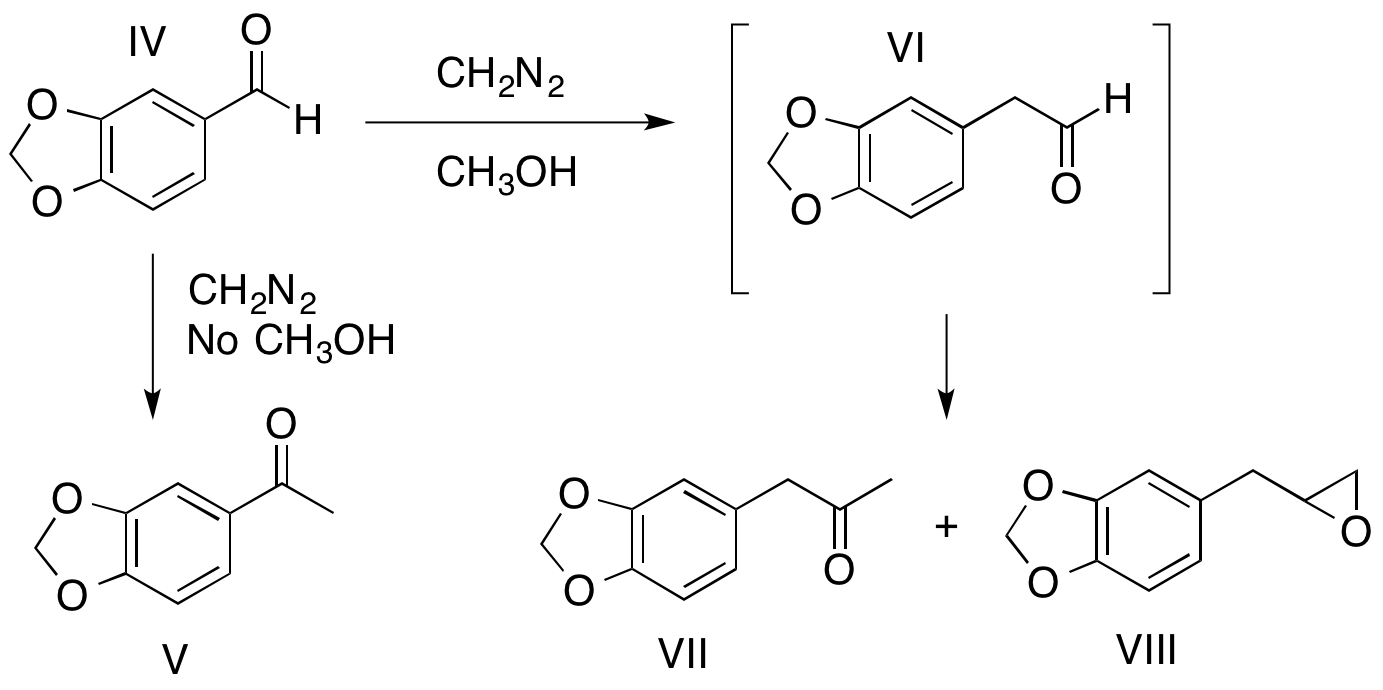
Efecto de disolvente en las Preferencias Migratorias

El diazoalcano empleado también puede determinar los rendimientos relativos de los productos al influir en las preferencias migratorias, como lo transmiten las reacciones de o-nitropiperonal con diazometano y diazoetano. En la reacción entre o-nitropiperonal (IX) y diazometano, un cambio de arilo conduce a la producción del epóxido (X) en un exceso de 9 a 1 del producto de cetona (XI). Cuando el diazoetano se sustituye por el diazometano, un cambio de hidruro produce la cetona (XII), el único producto aislable.

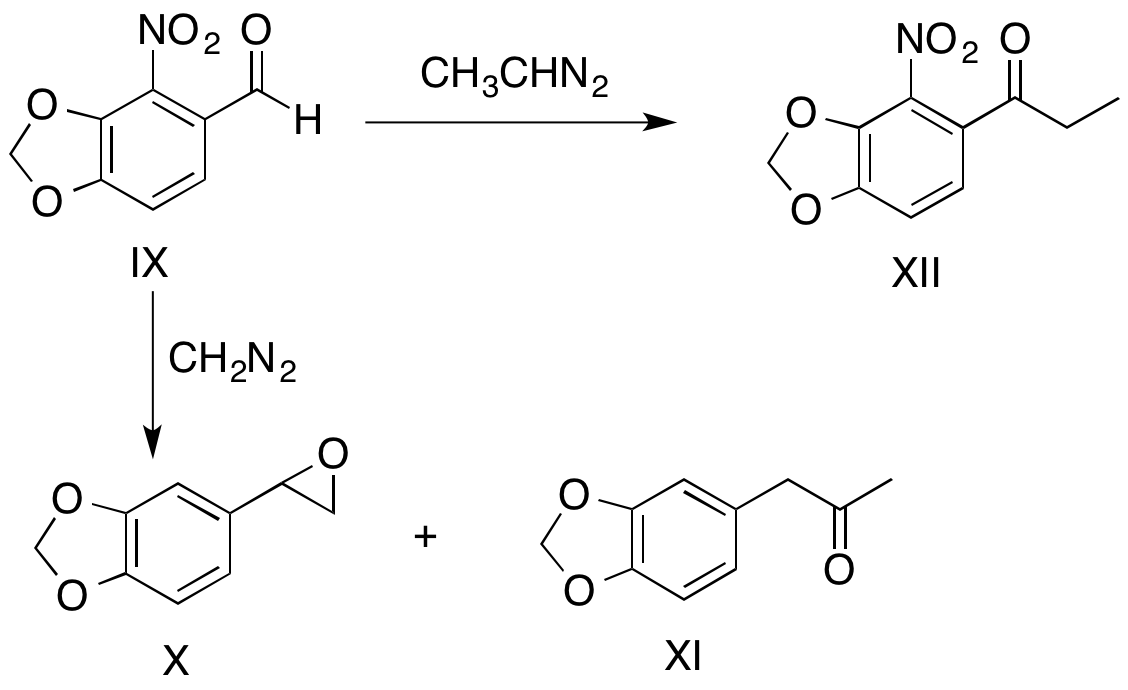
Efecto de Diazoalcano en Preferencias Migratorias

## Aplicaciones

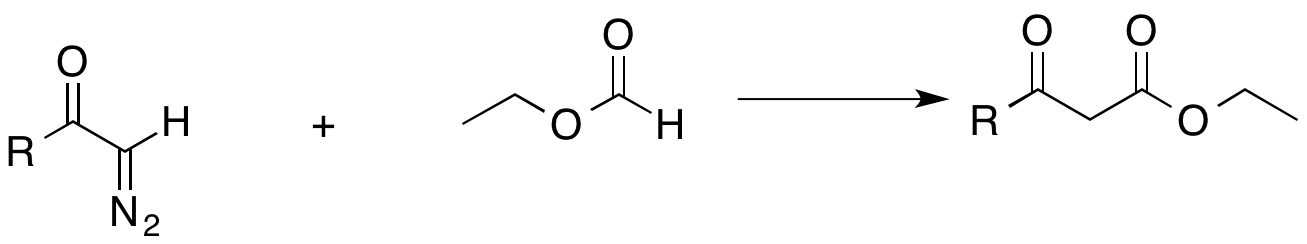
La reacción de Büchner-Curtius-Schlotterbeck utilizada en la formación de β-cetoésteres

La reacción de Büchner-Curtius-Schlotterbeck puede usarse para facilitar la expansión de un anillo de carbono cuando la cetona del sustrato es cíclica. Por ejemplo, la reacción de ciclopentanona con diazometano forma ciclohexanona (se muestra a continuación). Las reacciones de expansión de anillo de Büchner que utilizan diazoalcanos han demostrado ser sintéticamente útiles ya que no solo se pueden usar para formar anillos de 5 y 6 miembros, sino también anillos más inestables de 7 y 8 miembros.
.

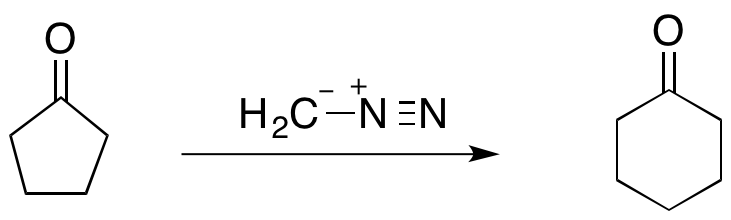
La reacción de Büchner–Curtius–Schlotterbeck utilizada en un anillo de Carbono expansiones

Un acil-diazometano puede reaccionar con un aldehído para formar una β-dicetona en presencia de un catalizador a base de un metal de transición o del bloque p (SnCl2 en el ejemplo que se muestra a continuación). Las β-dicetonas son productos biológicos comunes y, como tales, su síntesis es relevante para la investigación bioquímica. Además, los β-hidrógenos ácidos de las β-dicetonas son útiles para fines sintéticos más amplios, ya que pueden eliminarse mediante bases comunes.

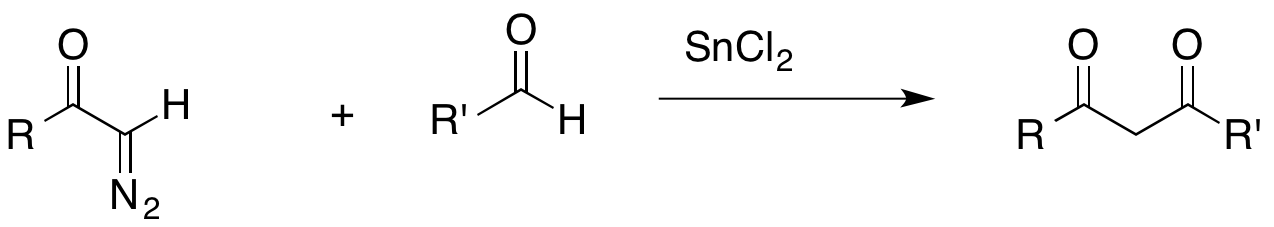
La reacción de Büchner–Curtius–Schlotterbeck utilizada para formar β-dicetonas.

El acil-diazometano también puede agregarse a los ésteres para formar β-cetoésteres, que son importantes para la síntesis de ácidos grasos. Como se mencionó anteriormente, los β-hidrógenos ácidos también tienen una funcionalidad productiva.
La reacción de Büchner-Curtius-Schlotterbeck también se puede utilizar para insertar un puente de metileno entre un carbono carbonílico y un halógeno de un haluro de acilo. Esta reacción permite la conservación de los grupos funcionales de carbonilo y halogenuro.

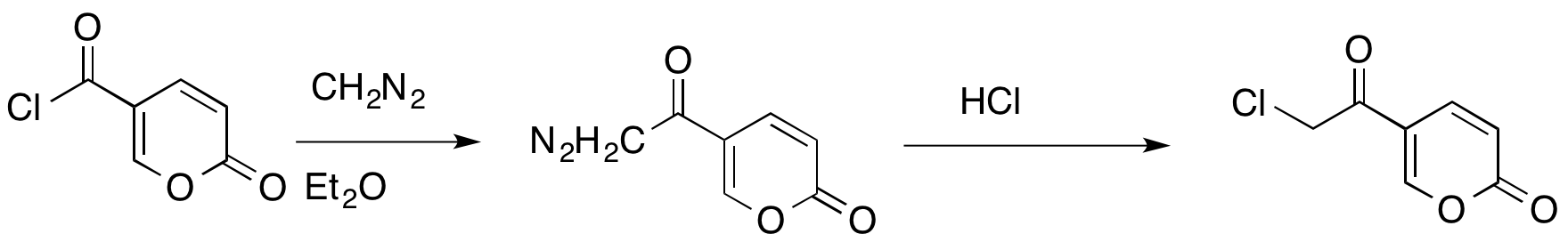
La reacción de Büchner-Curtius-Schlotterbeck se utiliza para insertar un puente de metileno entre un halógeno y un carbono carbonílico de un haluro de acilo.

Es posible aislar compuestos que contienen nitrógeno mediante la reacción de Büchner-Curtius-Schlotterbeck. Por ejemplo, un acil-diazometano puede reaccionar con un aldehído en presencia de un catalizador DBU para formar ésteres α-diazo-β-hidroxicarboxílicos aislables (mostrados a continuación).

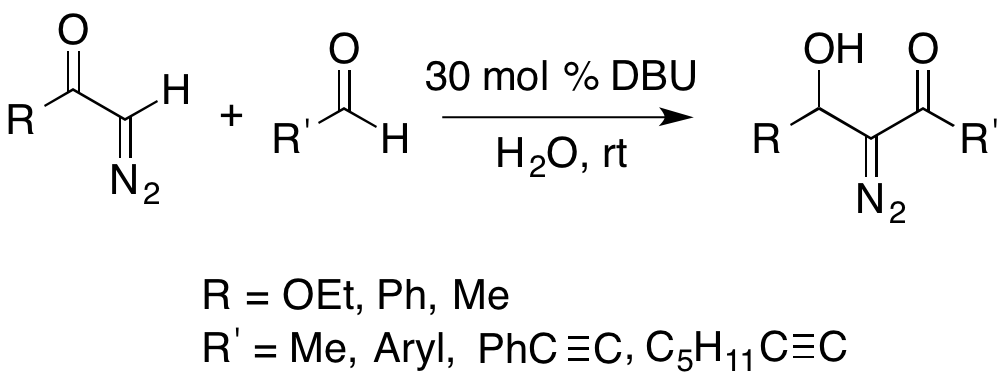
Ejemplo de la reacción de Büchner-Curtius-Schlotterbeck formando un compuesto que incorpora el grupo diazo.